# اندیس شیخ علی
شیخ علی یک اندیس فلزی است که در حوالی شهر دولت آباد استان هرمزگان قرار دارد و مادهٔ معدنی موجود در آن، مس است.  